# اکواپزا
اکواپزا (به ایتالیایی: Acquappesa) یک سکونتگاه مسکونی در ایتالیا است که در استان کزنتزا واقع شده‌است.

## خصوصیات
اکواپزا ۱۴ کیلومترمربع مساحت و ۲٬۰۱۶ نفر جمعیت دارد و ۸۰ متر بالاتر از سطح دریا واقع شده‌است.